# Mamochisane
Mamochisane (trị vì trong khoảng thập niên 1850) là một nữ hoàng Makololo cai trị nhiều người, nhưng đặc biệt là Lozi ở Barotseland, ngày nay là Tây Zambia và là vợ của vua Sipopa Lutangu.
Người chú của bà là vua Mbololo.

## Tiểu sử
Mamochisane là con gái của vua Sebetwane, em gái của Hoàng tử Sekeletu và chị gái hoặc em gái của Hoàng tử Mpepe. Bà kế vị cha mình sau sự khi ông qua đời vào năm 1851. Cái chết của nhà vua có thể đoán được từ rất lâu trước khi ông chính thức qua đời và ngay cả khi bà có anh em. Bà duy trì tình bạn với khách du lịch David Livingstone, do cha bà khởi xướng, cho phép anh đến thăm tất cả các vùng trong vương quốc của mình.
Khi Livingstone trở về vào năm 1853 tại thủ đô của Makololo, Linyati, ông phát hiện ra rằng chỉ một thời gian ngắn sau cái chết của cha cô, bà đã từ bỏ quyền lực với sự ủng hộ của người anh trai Sekeletu, người đã trở thành một vị vua mới. Qua sự thuật lại của Livingstone, lý do là bà mong muốn có một người chồng ổn định và một gia đình vững chắc, trong khi là một người cai trị, bà buộc phải thay thế nhiều người chồng để họ không có quá nhiều quyền lực.
Mamochisane có một cháu trai tên là Litali; anh ta là con trai của Sekeletu. Anh kết hôn với Sipopa Lutangu.